# Nicolas Grimaldi
Nicolas Grimaldi és un filòsof francès nascut el 1933. És professor emèrit de la Universitat de París IV-Sorbona dins de la qual ha ocupat successivament les càtedres d'història de la filosofia moderna i de metafísica, Nicolas Grimaldi és autor de nombrosos assaigs filosòfics. Les seves temàtiques preferides, que aborden sovint una via no sistemàtica que condueixen a una lliure reflexió que comprèn nocions tan diverses com l'imaginari, el temps, el desig, el jo, l'espera,etc. S'ha interessat per diferents branques de la filosofia (metafísica, ètica, estètica), i s'ha especialitzat en el pensament de Descartes el qual és una referència dins dels seus textos i que trobem en nombroses referències filosòfiques (els presocràtics als existencialistes) i literaris (Kafka, Baudelaire, Simenon, Tolstoi…).

## Obres
- El Desig i el Temps, PUF, 1971
- Alienació i llibertat, Masson, 1972
- L'experiència del pensar en la filosofia de Descartes, Vrin, 1978
- L'Art o la pretesa passió. Assaig sobre l'experiència estètica, 1983
- Introducció a la filosofia de la història de K. Marx, Dossat, 1986
- Sis estudis sobre la voluntat i la llibertat en Descartes, Vrin 1988
- Descartes. La moral, Vrin, 1992
- El Desig i el temps, Vrin, 1992 (reedició)
- La Gelosia, un estudi sobre l'imaginari prousià, Acte Sud, 1993
- Ontologia del temps, PUF, 1993
- Partie réservée à la correspondance, La Versanne, 1995
- L'ardent sanglot, La Versanne, 1995
- El Sofre i les Liles. Assaig sobre l'estètica de Van Gogh, La Versanne, 1995
- Estudis cartesians: Déu, el temps, la llibertat, Vrin, 1996
- El Treball, comunió i excomunió, PUF, 1998
- Breu tractat del desencantament, PUF, 1998
- Ambiguïtats de la llibertat, PUF, 1999
- L'Home dislocat, PUF, 2001
- Tractat de la soledat, PUF, 2003
- Sòcrates, el mag, PUF, 2004
- Breu tractat del desencantament, Llibre de Butxaca, 2004 (reedició)
- Tractat de la banalitat, PUF, 2005
- El llibre de Judes, PUF, 2006
- Descartes i els seus contes, PUF, 2006
- Prejudicis i paradoxes, PUF, 2007
- Proust, els horros de l'amor, PUF, 2008

### Articles i contribucions
- "L'estatus de l'art en Plató", Revista d'estudis grecs, t. XCIII, gener 1980

## Traduccions al català
- Ambigüitats de la llibertat. Pagès Editors. Col·lecció Argent Viu, 127. 2001.
- L'home dislocat. Editorial Pòrtic, Col·lecció Pòrtic visions, 120. 2003.